# 茨木市立川端康成文学馆
茨木市立川端康成文学館（いばらきしりつかわばたやすなりぶんがくかん）位于日本大阪府茨木市，专注于纪念和介绍日本首位诺贝尔文学奖获得者川端康成的成就，由茨木市建設，1985年5月开馆。川端双亲去世后由祖父抚养，从3岁开始直到从三島郡丰川村（1956年并入茨城市）的旧制中学校（現大阪府立茨木高等学校）毕业。
博物馆内展出约400件文物等物品，展出川端康成小时候居住在丰川村祖父母家豪宅的可移动模型，介绍川端的工作和生平。每年六月都会举办特别画展。

## 设施
- 旧制茨城中学·舊制第一高等學校和东京帝国大学・東大時代《伊豆的舞孃》《浅草红团]]]》角
- 《雪国》《名人》《千羽鶴》《山之音》、日本笔会会长、世界的川端文学、《古都》专区
- “诺贝尔文学奖”专区
- “与祖父母住在一起的豪宅模型”一角
- “故乡之家”一角
- 视频角A
- 视频角 B
- 川端文学漫步

## 交通
- JR京都线 茨木站步行20分钟
- 阪急京都线茨木市车站步行20分钟

## 周边
- 茨木市立茨木小学校
- 茨木神社